# روفوس فرانكلين
روفوس فرانكلين (بالإنجليزية: Rufus Franklin)‏ هو مجرم أمريكي، ولد في 15 يناير 1916 في ألاباما في الولايات المتحدة، وتوفي في 26 مايو 1975 في دايتون في الولايات المتحدة.